# Ophionellus fragilis
Ophionellus fragilis är en stekelart som beskrevs av John Obadiah Westwood 1874. Ophionellus fragilis ingår i släktet Ophionellus och familjen brokparasitsteklar. Inga underarter finns listade i Catalogue of Life.